# Thiothixen
Thiothixen oder Tiotixen ist eine chemische Verbindung aus der Gruppe der Thioxanthene. Der Arzneistoff wird als Neuroleptikum zur Behandlung von Psychosen wie Schizophrenie eingesetzt. Thiothixen ist ein Dopamin- und Serotonin-Rezeptor-Antagonist. Das Arzneimittel wurde 1964 für Pfizer patentiert.
Die (Z)-Form (cis-Form) ist pharmakologisch aktiver als die (E)-Form (trans-Form).
In vielen Ländern wurde Thiothixen unter dem Handelsnamen Navane verkauft.